# Rudolf Steiner (fotbalist)
Rudolf Steiner (n. 20 octombrie 1903, Timișoara, Austro-Ungaria – d. 12 noiembrie 1996, România) a fost un fotbalist român, care a jucat pentru echipa națională de fotbal a României într-un număr de 5 meciuri. A participat la Campionatul Mondial de Fotbal 1930 (Uruguay), unde însă nu a fost decât rezervă. Este cunoscut și ca Steiner I, fiind fratele mai mare al lui Adalbert Steiner (Steiner II). Și-au făcut debutul împreună într-o victorie (cu 3-1) în deplasare împotriva Turciei în 1926.  

## Familia
Tatăl său, Karl Steiner, a fost un inginer născut în Boemia, care s-a stabilit la Timișoara, unde s-a căsătorit și a avut opt copii. Unul dintre frații lui Rudolf, Adalbert Steiner, a fost tot fotbalist; au jucat împreună la Chinezul Timișoara și au făcut parte din naționala României.